# Курт Закс

Курт Закс

Курт Закс (нім. Curt Sachs; 29 червня 1881, Берлін — 5 лютого 1959, Нью-Йорк) — німецький музикознавець та балетознавець, один із засновників сучасного інструментознавства, найзнаніший як співавтор класифікації Горнбостеля-Закса.
Курт Закс був з 1904 року доктором Берлінського університету, читав лекції з історії музики. Він розробив методологію вивчення танцю у зв'язку з музикою та іншими видами мистецтва. 1914 року спільно з Еріхом фон Горнбостелем опублікував наукову класифікацію музичних інструментів, що зберігає свою актуальність донині.
Після приходу до влади в Німеччини нацистів, Закс емігрував до Франції, а потім до США.
У США досвід і знання Закса були затребувані: в 1939 році він стає професором Нью-Йоркського університету, а в 1953 році професором Колумбійського університету.
Відомі праці Закса з історії танцю: «Всесвітня історія танців». Праці ці були написані на підставі вивчення документального матеріалу по музиці та хореографії.